# Gibon bělolící
Gibon bělolící (Nomascus leucogenys) je kriticky ohrožený druh z čeledi gibonovití (Hylobatidae) a z rodu Nomascus. Druh popsal William Ogilby roku 1840. Gibon bělolící se dále rozčleňuje do několika poddruhů.

## Výskyt
Giboni bělolící se vyskytují v jihovýchodní Asii. Populace gibonů bělolících je velmi malá. Největším nebezpečím je pro ně ztráta lesních stanovišť i lov pro tradiční čínskou medicínu nebo kvůli masu. Podle IUCN jsou kriticky ohroženi. Největší množství jedinců doposud přežívá v Laosu. Ve Vietnamu jsou populace gibonů roztříštěné a jejich výskyt zde byl potvrzen jenom v několika oblastech. V Číně byl gibon bělolící naposledy pozorován v roce 1990 a nyní je zde pravděpodobně vyhuben.

## Popis
Gibon bělolící dosahuje velikosti 45 až 63 cm, hmotnost se odhaduje na 5,7 kg. Nemá ocas. Samci mají černé zbarvení a jejich líce jsou bílé, barva samic je hnědá, u těchto lidoopů je tedy vyvinut pohlavní dimorfismus. Mláďata se rodí světlá, toto zbarvení se po 6 až 18 měsících mění na tmavou. Samice během dosažení pohlavní dospělosti získávají zpět béžovou barvu. Jídelníček tvoří především rostlinná potrava, například ovoce a květy, giboni se mohou přiživit také hmyzem. Gibon bělolící žije v malých rodinných skupinách, které tvoří samec, samice a několik mláďat. Území si značí táhlým melodickým voláním, které se může rozléhat až na vzdálenost 3 km. Den tráví giboni především v baldachýnu stromů, pohybují se pomocí rychlé brachiace, které napomáhají dlouhé silné paže s hákovitými prsty. Ze stromů málokdy slézají na zem.

## Ochrana
Zákonem je chráněn ve Vietnamu a Číně. Patří též na seznam CITES I. Gibon bělolící je součástí Evropského záchovného programu (EEP). V Evropě je chován v celkem 36 institucích v Německu, Belgii, Nizozemsku, Francii, Polsku, Česku, Portugalsku, Švédsku, Španělsku, Maďarsku a Velké Británii. Z českých zoologických zahrad druh chovají zoologické zahrady Ostrava, Plzeň, Ústí nad Labem a Liberec. V zoo v Liberci probíhá chov od roku 1975, přičemž poslední mládě se zde narodilo na konci června 2019.

## Synonyma
- Hylobates concolor leucogenys
- Hylobates leucogenys, Ogilbi, 1840

## Poddruhy
- Nomascus leucogenys leucogenys, Ogilbi, 1840
- Nomascus leucogenys henrici, de Pousargues, 1897[7]